# Liste du patrimoine immobilier classé de Binche
Cette page regroupe l'ensemble du patrimoine immobilier classé de la ville belge de Binche.
| Objet | Année de construction / Architecte | Adresse                             | Section communale        | Coordonnées                      | Numéro d’inventaire | Illustration |
| --- | ---------------------------------- | ----------------------------------- | ------------------------ | -------------------------------- | ------------------- | --- |
| Anciens Remparts de la ville de Binche                                                                                             |                                    |                                     | Binche                   | 50° 24′ 54″ nord, 4° 10′ 06″ est | 56011-CLT-0001-01   | Remparts de Binche |
| Immeuble dénommé Maison Bette, ancien refuge de l'abbaye de Bonne-Espérance, dit Caves Bettes.                                     |                                    | Rue des Promenades                  | Binche                   | 50° 24′ 33″ nord, 4° 09′ 59″ est | 56011-CLT-0003-01   | Caves Bettes |
| Ruines du château de Marie de Hongrie, Parc communal                                                                               |                                    |                                     | Binche                   | 50° 24′ 30″ nord, 4° 09′ 53″ est | 56011-CLT-0005-01   | Ruines du château de Marie de Hongrie, Parc communal                                                                               |
| Chapelle de l'ancien cimetière |                                    | Rue Haute                           | Binche                   | 50° 24′ 33″ nord, 4° 09′ 51″ est | 56011-CLT-0006-01   | Chapelle de l'ancien cimetière |
| Hôtel de Ville, Grand-Place |                                    | Grand-Place                         | Binche                   | 50° 24′ 38″ nord, 4° 09′ 56″ est | 56011-CLT-0007-01   | Hôtel de Ville, Grand-Place |
| Chapelle Sainte-Anne de Battignies                                                                                                 |                                    | Rue Zéphirin Fontaine               | Binche                   | 50° 25′ 02″ nord, 4° 10′ 09″ est | 56011-CLT-0008-01   | Chapelle Sainte-Anne de Battignies                                                                                                 |
| L'église Saint-Ursmer |                                    | Rue Saint-Moustier                  | Binche                   | 50° 24′ 33″ nord, 4° 09′ 54″ est | 56011-CLT-0009-01   | L'église Saint-Ursmer |
| Les bâtiments anciennement occupés par l'Athénée royal, devenu Musée du Carnaval et du Masque (anciennement Collège des Augustins) |                                    | Rue Saint-Moustier                  | Binche                   | 50° 24′ 34″ nord, 4° 09′ 58″ est | 56011-CLT-0011-01   | Les bâtiments anciennement occupés par l'Athénée royal, devenu Musée du Carnaval et du Masque (anciennement Collège des Augustins) |
| Château de Prisches, ensemble formé par le château et ses abords immédiats (S)                                                     |                                    | Rue de Prisches 7-8                 | Épinois                  | 50° 24′ 20″ nord, 4° 11′ 15″ est | 56011-CLT-0013-01   | Image manquanteTéléverser |
| Maison (façade principale et versant de toiture)                                                                                   |                                    | Route de Mons 7                     | Binche                   | 50° 24′ 45″ nord, 4° 09′ 56″ est | 56011-CLT-0014-01   | Maison (façade principale et versant de toiture)                                                                                   |
| L'église Sainte-Elisabeth |                                    |                                     | Binche                   | 50° 24′ 45″ nord, 4° 10′ 01″ est | 56011-CLT-0015-01   | L'église Sainte-Elisabeth |
| Palais de Justice | 1902                               | Avenue Charles Deliège              | Binche                   | 50° 24′ 47″ nord, 4° 09′ 58″ est | 56011-CLT-0016-01   | Palais de Justice |
| Gare et square Eugène Derbaix | 1910 Pierre Langerock              | Place Eugène Derbaix                | Binche                   | 50° 24′ 33″ nord, 4° 10′ 19″ est | 56011-CLT-0017-01   | Gare de Binche |
| Ancienne maison de retraite, actuellement Centre Administratif (façades et toitures)                                               |                                    | Rue Saint-Paul 14                   | Binche                   | 50° 24′ 36″ nord, 4° 10′ 00″ est | 56011-CLT-0018-01   | Ancienne maison de retraite, actuellement Centre Administratif (façades et toitures)                                               |
| L'église Sainte-Marie |                                    | Rue Adrien Hulin                    | Péronnes-lez-Binche      | 50° 26′ 09″ nord, 4° 08′ 44″ est | 56011-CLT-0019-01   | L'église Sainte-Marie |
| L'église Sainte-Marie-Madeleine |                                    | Rue de Belle Vau                    | Épinois                  | 50° 24′ 12″ nord, 4° 12′ 16″ est | 56011-CLT-0022-01   | L'église Sainte-Marie-Madeleine |
| Moulin à vent dénommé Moulin Stoclet et ses abords                                                                                 |                                    |                                     | Leval-Trahegnies         | 50° 25′ 22″ nord, 4° 13′ 44″ est | 56011-CLT-0023-01   | Image manquanteTéléverser |
| Moulin Stoclet et mécanique existante                                                                                              |                                    |                                     | Leval-Trahegnies         | 50° 25′ 22″ nord, 4° 13′ 48″ est | 56011-CLT-0024-01   | Image manquanteTéléverser |
| Anciennes carrières Hubaut |                                    |                                     | Waudrez                  | 50° 24′ 34″ nord, 4° 09′ 33″ est | 56011-CLT-0025-01   | Image manquanteTéléverser |
| Site archéologique de Vodgoriacum                                                                                                  |                                    | Chaussée Romaine                    | Waudrez                  | 50° 25′ 04″ nord, 4° 08′ 40″ est | 56011-CLT-0026-01   | Image manquanteTéléverser |
| Terrils de l'ancien charbonnage de la Courte (n°160, Fosse n°1 Est; n°161, Lavoir-Ressaix; n°s 162 et 163 Leval) (S)               |                                    | Rue Clément Brédas Rue des Garennes | Leval-Trahegnies Ressaix | 50° 25′ 06″ nord, 4° 11′ 55″ est | 56011-CLT-0027-01   | Image manquanteTéléverser |
| Certaines parties du triage-lavoir dit Lavoir du Centre                                                                            |                                    | Rue des Mineurs 31                  | Péronnes-lez-Binche      | 50° 25′ 39″ nord, 4° 10′ 21″ est | 56011-CLT-0030-01   | Certaines parties du triage-lavoir dit Lavoir du Centre                                                                            |
| Pharmacie Milet (façade à rue et toiture)                                                                                          | 1908 Célestin Joseph Helman        | Avenue Charles Deliège 8            | Binche                   | 50° 24′ 43″ nord, 4° 09′ 56″ est | 56011-CLT-0034-01   | Pharmacie Milet (façade à rue et toiture)                                                                                          |
| Église Notre-Dame du Travail. | 1932 Henri Balthazar               | Place du Levant de Mons             | Bray                     | 50° 25′ 53″ nord, 4° 04′ 02″ est | 56011-CLT-0035-01   | Image manquanteTéléverser |

Monument de Binche repris dans la liste du patrimoine immobilier exceptionnel de la Région wallonne.
| Objet                                      | Année de construction / Architecte | Adresse     | Section communale | Coordonnées                      | Numéro d’inventaire | Illustration       |
| ------------------------------------------ | ---------------------------------- | ----------- | ----------------- | -------------------------------- | ------------------- | ------------------ |
| Les anciens remparts de la ville de Binche |                                    |             | Binche            | 50° 24′ 54″ nord, 4° 10′ 06″ est | 56011-PEX-0001-01   | Remparts de Binche |
| L'Hôtel de Ville                           |                                    | Grand-Place | Binche            | 50° 24′ 38″ nord, 4° 09′ 56″ est | 56011-PEX-0002-01   | L'Hôtel de Ville   |